# 垂木村
垂木村（たるきむら）は静岡県の西部、佐野郡・小笠郡に属していた村である。
現在の天竜浜名湖鉄道天竜浜名湖線桜木駅の北東一帯にあたる。

## 地理

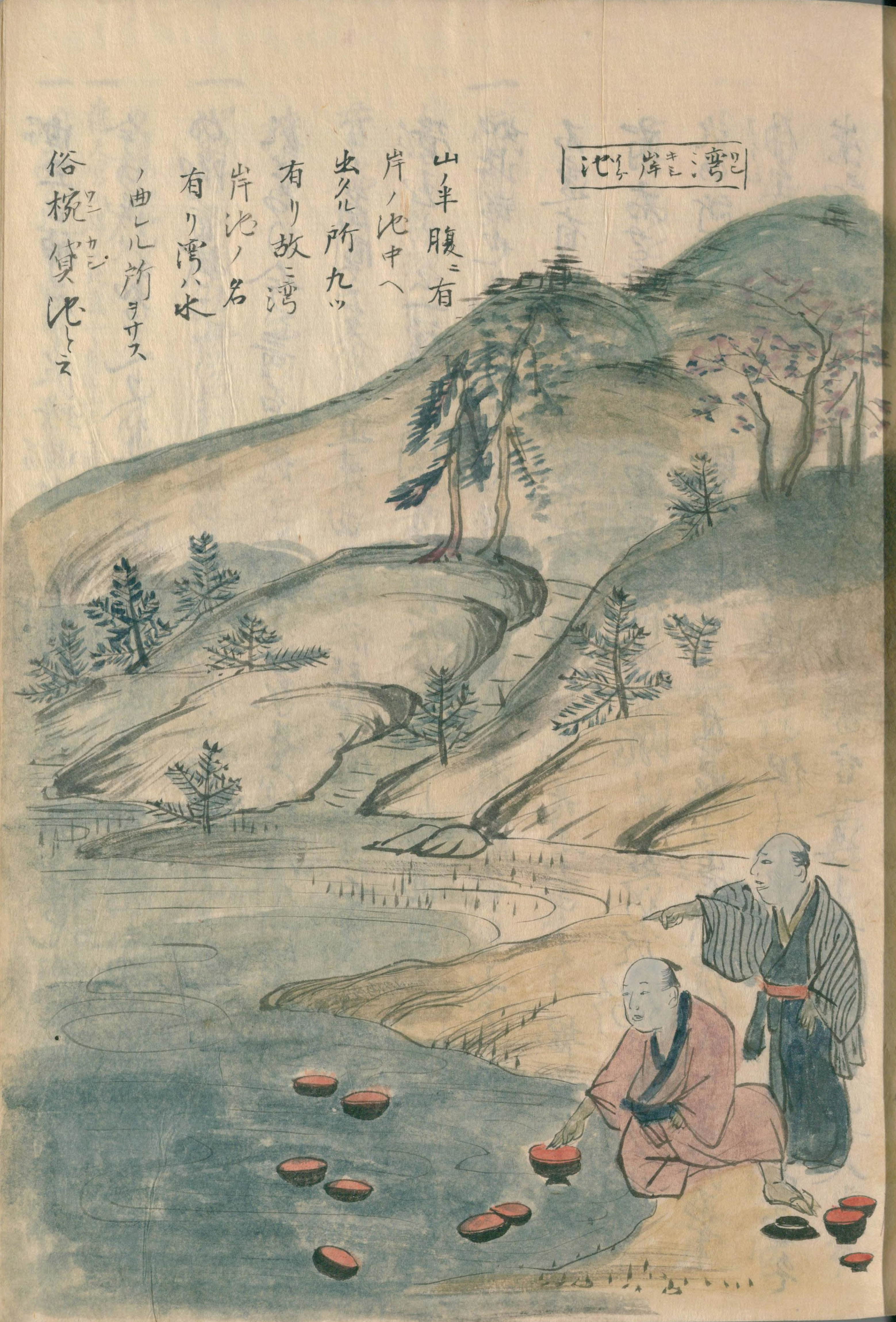
椀貸伝説が伝えられる富部の椀貸池（「湾岸池」藤長庚編集『遠江古蹟圖會』1803年。国立国会図書館蔵）。長庚によれば「誠ハ灣岸池ト書」という。長庚によれば、池の名の由来は「岸ノ池中ヘ出タル所九ツ有リ故ニ湾岸池ノ名有リ」という

- 河川：垂木川

## 歴史
- 1889年（明治22年）4月1日 - 町村制の施行により、黒田村［大部分］、富部村、下垂木村、岡津村［一部］が合併して佐野郡垂木村が発足。
- 1896年（明治29年）4月1日 - 郡制の施行により所属郡が小笠郡に変更。
- 1932年（昭和7年）10月1日 - 雨桜村と合併して桜木村が発足。同日垂木村廃止。

## 経済

### 産業
農業
『大日本篤農家名鑑』によれば垂木村の篤農家は、「山崎録郎、弓桁作太郎、堀内吉五郎、鈴木小作、中村寅吉、山崎駒吉、田村甚六、山崎英一郎、小澤新作、山崎新平、久野長三郎、山崎新太郎、山崎保平、山崎源吉、山崎清作、山崎次郎吉、榛村長五郎、山本浅吉、久野貫一郎、堀内才次郎、中村彦作、鈴木藤作、榛村重蔵」などである。

## 交通

### 鉄道
現在は天竜浜名湖鉄道天竜浜名湖線（開業当時は日本国有鉄道二俣線）の桜木駅が所在するが、当時は未開業。

## 出身の人物
- 山崎知二（文学者） - 愛知大学文学部学部長